# 皮尔库瓦
皮尔库瓦（Pilkhuwa），是印度北方邦Ghaziabad县的一个城镇。总人口67191（2001年）。

## 人口
该地2001年总人口67191人，其中男性35731人，女性31460人；0—6岁人口11411人，其中男6157人，女5254人；识字率62.01%，其中男性为70.55%，女性为52.32%。